# 阿川駅
阿川駅（あがわえき）は、山口県下関市豊北町大字阿川字水取にある、西日本旅客鉄道（JR西日本）山陰本線の駅である。

## 歴史

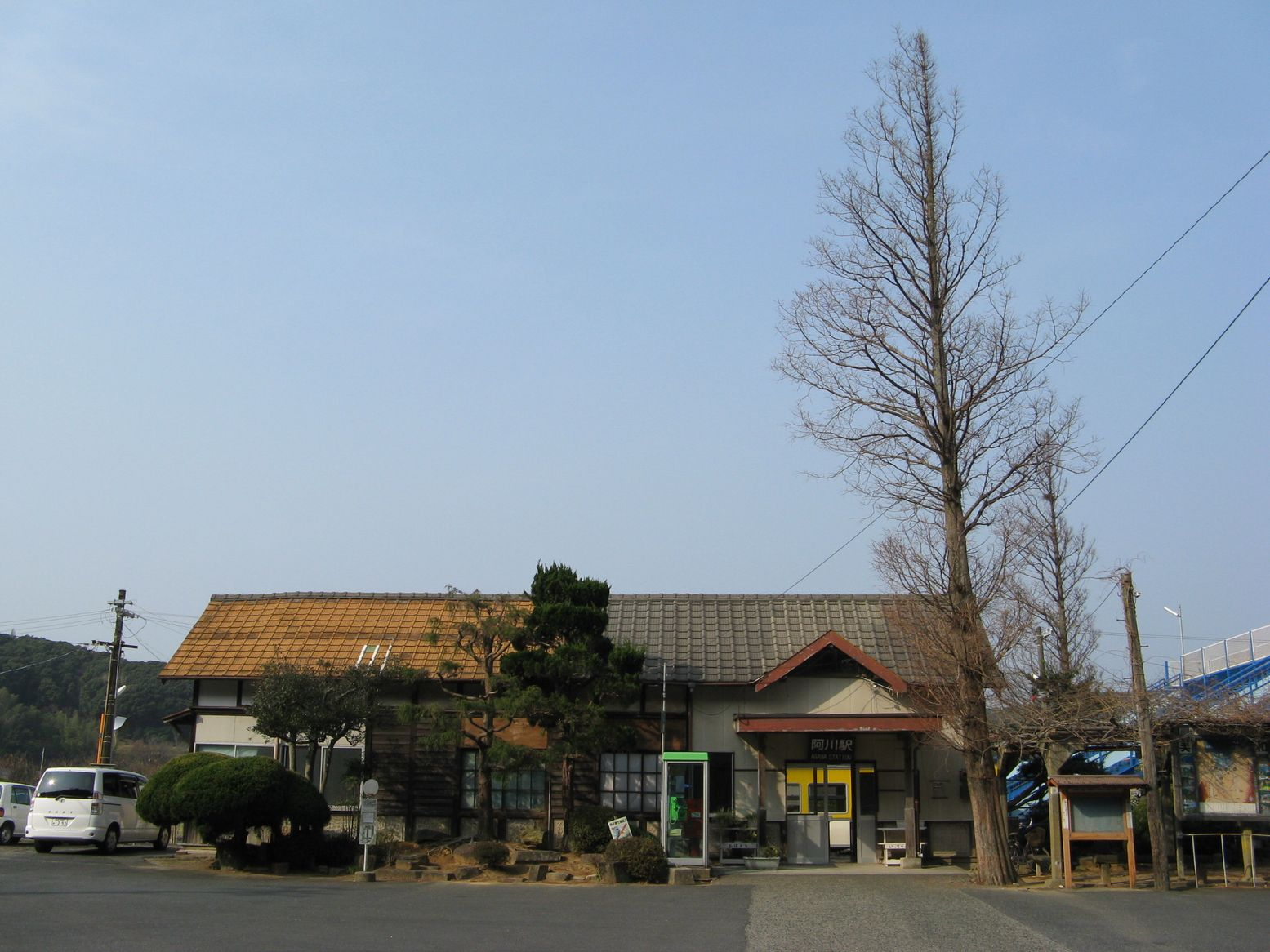
旧駅舎（2008年1月）

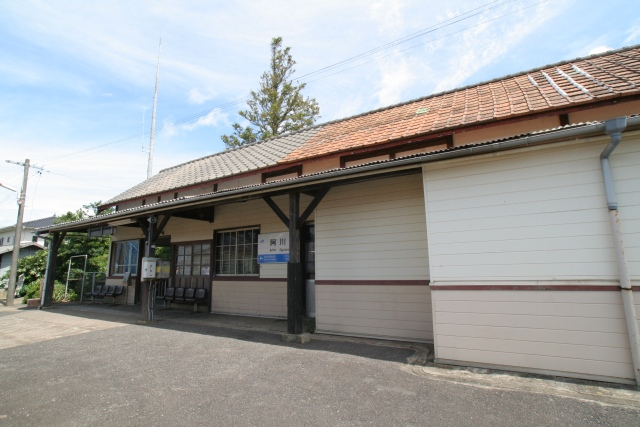
ホーム側から見た旧駅舎（2007年8月）

- 1928年（昭和3年）9月9日：鉄道省小串線（現・山陰本線）滝部駅 - 当駅間延伸時に終着駅として開設。客貨取扱開始[1]。
- 1930年（昭和5年）12月7日：美禰線（当時）長門古市駅 - 当駅間延伸、小串線と美禰線の境界駅となる。
- 1933年（昭和8年）2月24日：当駅を含む美禰線一部区間と小串線が山陰本線に編入、同線の途中駅となる。
- 1963年（昭和38年）6月1日：貨物取扱廃止[1]。
- 1984年（昭和59年）2月1日：荷物扱い廃止[1]。
- 1986年（昭和61年）4月1日：無人駅化[3]
- 1987年（昭和62年）4月1日：国鉄分割民営化に伴い、JR西日本の駅となる[1]。
- 2012年（平成24年）4月1日：簡易委託解除、終日無人駅化。
- 2019年（令和元年）11月15日：駅舎老朽化に伴い、解体工事開始。
- 2020年（令和2年）8月1日：駅舎改築に伴う再開発として、駅構内にカフェ「Agawa」とレンタサイクルが開設。初日はプレオープンであり正式開業は翌2日。合わせて観光列車「○○のはなし」が上下共に当駅への停車を開始[4]。
- 2023年（令和5年）
  - 7月1日：大雨の影響で長門粟野駅 - 当駅間の粟野川橋梁が傾斜する[5]などの被害を受けたため、当駅を含む長門市駅 - 小串駅間で不通となる[6]。
  - 7月4日：不通区間で代行バスが運行開始[7]。

## 駅構造

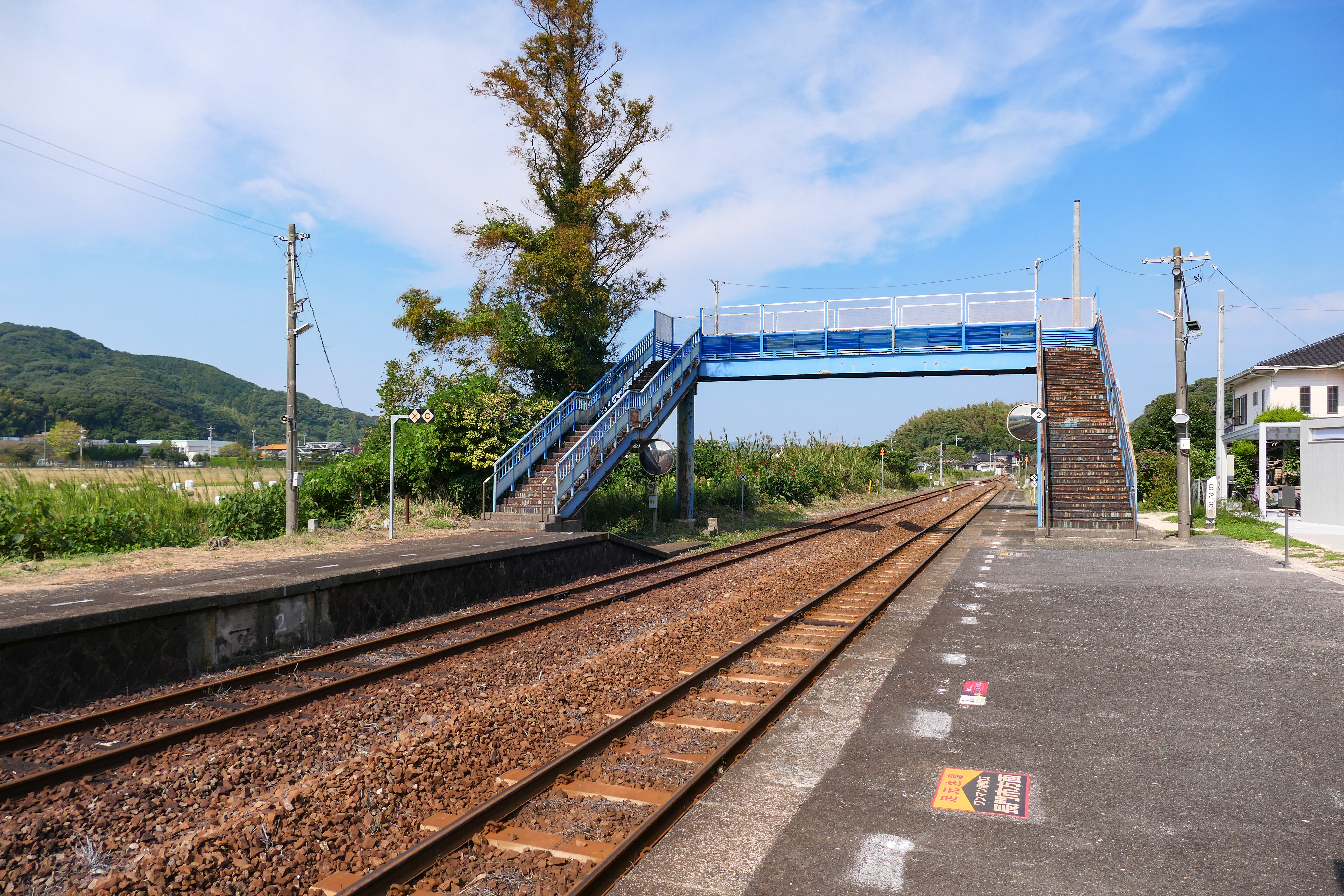
ホーム（2022年10月）

相対式ホーム2面2線を有する列車交換可能な地上駅。改札口は下りホーム側にあり、両ホームは長門市駅寄りにある跨線橋で連絡している。
長門鉄道部管理の無人駅。以前は近距離乗車券（常備券のみ）を駅前の個人商店で発売する簡易委託駅であったが、2012年（平成24年）4月1日限りで終了した。
昔ながらの木造駅舎は2019年12月までに解体され、2023年時点はJR西日本が建てた待合室、カフェ（レンタサイクル兼営）とそれに付属する壁が無い建物の、カーポートを転用した合計3棟が設置されている。このカフェは山口県萩市のゲストハウス経営者が、のどかな無人駅の風情を生かそうとJR西日本と交渉して駅敷地を借りて開設した。待合室やカフェも地面まで届くはめ殺し窓で見通しが良くしてあり、シロツメグサを植えた広場、旧駅舎で使われていた石州瓦を砕いたチップを埋込んだ通路等公園のような開放的空間としてある。

### のりば
| のりば | 路線      | 方向 | 行先             |
| ------ | --------- | ---- | ---------------- |
| 1      | ■山陰本線 | 上り | 長門市・東萩方面 |
| 2      | ■山陰本線 | 下り | 滝部・下関方面   |

付記事項
- のりば番号は改札口と反対側から付番されている（※駅舎側が2番のりば）。
- 2番のりばからは長門市方面への発車も可能で、以前は定期列車でも2番のりば発着上り列車が設定されていた。

## 利用状況
近年の1日平均乗車人員の推移は以下の通り。2023 年の1日当たりの利用者数は32人、年間利用客数は5904人である。
なお2023年6月30日の大雨により、現在も不通状態にある。
| 乗車人員推移 | 乗車人員推移 |
| 年度         | 1日平均人数  |
| ------------ | ------------ |
| 1999         | 195          |
| 2000         | 176          |
| 2001         | 183          |
| 2002         | 143          |
| 2003         | 146          |
| 2004         | 142          |
| 2005         | 131          |
| 2006         | 143          |
| 2007         | 142          |
| 2008         | 130          |
| 2009         | 117          |
| 2010         | 93           |
| 2011         | 91           |
| 2012         | 74           |
| 2013         | 49           |
| 2014         | 50           |
| 2015         | 50           |
| 2016         | 49           |
| 2017         | 43           |
| 2018         | 39           |
| 2019         | 31           |
| 2020         | 29           |
| 2021         | 28           |
| 2022         | 21           |
| 2023         | 16           |

## 駅周辺
駅前に数軒の商店がある。
- 阿川海水浴場
- 阿川毛利家の墓所
- 阿川郵便局
- 国道191号
- ブルーライン交通（島戸-阿川線）阿川駅停留所
- 大音川
- 角島大橋[2]

## 隣の駅
西日本旅客鉄道（JR西日本）
■山陰本線
長門粟野駅 - 阿川駅 - 特牛駅